# شبان هرماس
شبان هرماس
هرماس (به انگلیسی: Hermas)

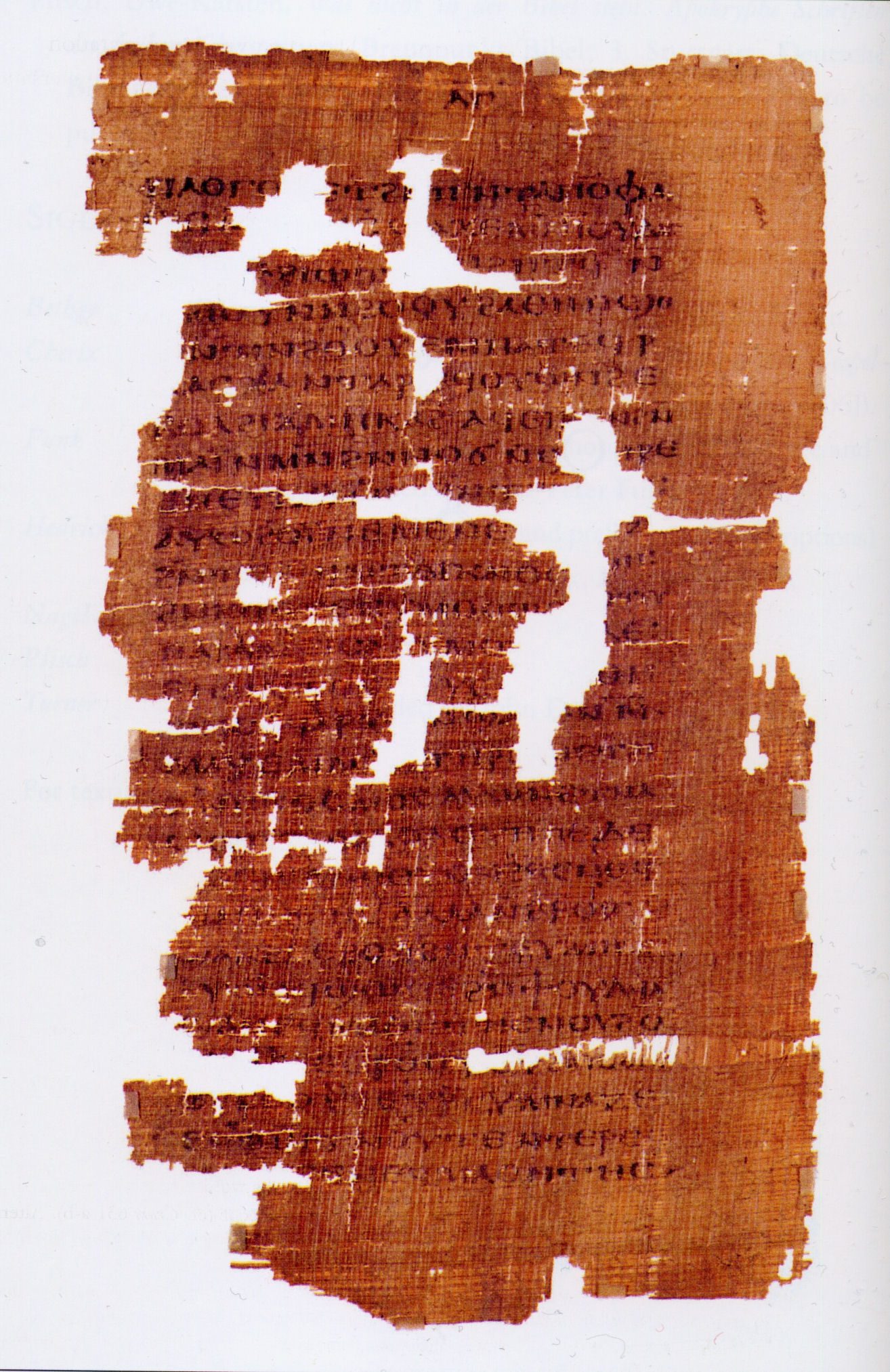
Codex Tchacos p33

کتاب کوچک و دلکش شبان، مجموعهٔ مکاشفات هرماس روحانی مسیحی است.
در این کتاب رؤیا بینی هرماس به تصویر کشیده شده‌است.